# Blåa koalitionen
Blåa koalitionen (bulgariska: Синята коалиция, Sinyata koalitsia) är en center-högerpolitisk koalition i Bulgarien. Den grundades 2009 genom främst Förbundet av demokratiska krafter och Demokrati za silna Bălgarija. Koalitionen ställde upp i Europaparlamentsvalet 2009 och vann ett mandat. Dess Europaparlamentariker sitter i Europeiska folkpartiets grupp (kristdemokrater) (EPP). Partiet misslyckades med att ta ett andra mandat med 0,01 % av rösterna, det vill säga ett par hundra röster. När Lissabonfördraget trädde i kraft fick Blåa koalitionen ytterligare ett mandat.